# Bajram Begaj
Bajram Begaj (ur. 20 marca 1967 w Rrogozhinë) – albański wojskowy i polityk, generał major, w latach 2020–2022 szef sztabu generalnego albańskich sił zbrojnych, od 2022 prezydent Albanii.

## Życiorys
W 1989 ukończył studia medyczne na Uniwersytecie Tirańskim. Doktoryzował się w zakresie nauk medycznych. Zawodowy wojskowy, w trakcie swojej kariery kierował wojskową jednostką medyczną, był też dyrektorem szpitala wojskowego i dyrektorem inspektoratu zdrowia. Pełnił później funkcję dowódcy do spraw szkolenia w siłach zbrojnych. W 2020 awansowany do stopnia generała majora. W tym samym roku mianowany szefem sztabu generalnego albańskich sił zbrojnych.
W czerwcu 2022 rządząca Socjalistyczna Partia Albanii zgłosiła jego kandydaturę na urząd prezydenta Albanii w czwartej turze głosowania (w trzech poprzednich wymagających kwalifikowanej większości do wyboru nie zgłoszono żadnych kandydatów). 4 czerwca tegoż roku Zgromadzenie Albanii wybrało go na to stanowisko, w głosowaniu poparło go 78 deputowanych. Urząd prezydenta objął 24 lipca 2022.

## Życie prywatne
Żonaty z Armandą Begaj, ma dwoje dzieci.